# Eleutheria Eleutheriou
Eleutheria Eleutheriou (IPA: [elefθeˈria elefθeˈriu]), traslitterato anche come Eleftheria Eleftheriou (in greco: Ελευθερία Ελευθερίου; Paralimni, 12 maggio 1989) è una cantante cipriota naturalizzata greca.
È diventata famosa grazie alla sua partecipazione alla seconda stagione della versione greca di X Factor. Poco dopo la sua eliminazione, Sony Music Greece l'ha firmata e l'ha presentata come candidata a rappresentare la Grecia all'Eurovision Song Contest 2010. Successivamente è stata squalificata dalla finale nazionale, in seguito alla divulgazione della sua canzone su Internet da parte di una parte sconosciuta.
Eleftheriou aveva già partecipato alla finale nazionale cipriota dell'Eurovision Song Contest 2006 con la canzone "Play That Melody To Me" con Maria Zorli, finendo settima in finale. Eleftheriou ha rappresentato la Grecia all'Eurovision Song Contest 2012, con la canzone "Aphrodisiac", dove si è classificata 17ª (9a nel televoto).

## Biografia
Da piccola le piaceva cantare, disegnare, ballare e fare sport. All'età di nove anni ha iniziato i corsi al conservatorio. Fin da piccola ha iniziato a studiare pianoforte, teoria, armonia e storia della musica. All'età di 15 anni iniziò le lezioni di canto e all'età di 16 anni iniziò a partecipare come solista all'orchestra popolare nazionale della Cyprus Broadcasting Corporation.
Nello stesso anno, Eleftheriou è stato candidato a rappresentare Cipro all'Eurovision Song Contest 2006 con la canzone "Play That Melody to Me" con Maria Zorli. Sebbene si sia qualificata alla finale dalla prima semifinale, è arrivata settima assoluta nella finale nazionale.Nonostante non abbia vinto la finale nazionale, Eleftheriou ha deciso di continuare a studiare musica e performance, iscrivendosi all'Università del Surrey. Ha iniziato a cantare da solista nelle scene musicali cipriote all'età di 18 anni e si è esibita nel musical Rent a Nicosia per una stagione.

## X Factor
Nel 2009 partecipa alla seconda edizione della versione greca di X Factor. La sua eliminazione durante la quinta puntata del programma ha suscitato molto scalpore tra il pubblico e tra i giudici.
Dopo l'eliminazione firma un contratto con la Sony Music Greece che la propone alla selezione nazionale per l'Eurovision Song Contest 2010 con il brano Tables Are Turning. Una settimana prima della presentazione formale dei brani, degli hacker rendono pubblica la sua canzone su internet causandone la squalifica.
Sebbene abbia ricevuto tre sì su quattro dai giudici e le sia stato concesso un posto nel campo di addestramento, ha deciso di non partecipare allo spettacolo. Un anno dopo, nel 2009, Eleftheriou ha provato ancora una volta per lo spettacolo e ha ricevuto quattro sì su quattro. Nonostante sia uno dei favoriti per la vittoria, Eleftheriou è stato escluso dallo show durante il quinto episodio dal vivo. L'ospite e cantante Sakis Rouvas le ha offerto un posto per cantare con lui al Club in cui si sarebbe esibito per la stagione invernale dal vivo nello show, cosa che ha accettato.[5]
Da dicembre 2011 firma con l'Universal Music Greece.
Il 5 marzo 2012 viene annunciato che Eleutheria sarebbe stata una dei quattro artisti in competizione per rappresentare la Grecia all'Eurovision Song Contest 2012 tenutosi a Baku, in Azerbaigian. Il 12 marzo vince la selezione nazionale grazie al brano Aphrodisiac. All'Eurovision riesce a raggiungere la finale classificandosi diciassettesima.

## Discografia

### Singoli
- 2010 - Tables Are Turning
- 2010 - Kentro Tou Kosmou
- 2010 - S.O.S (Let The Music Play)
- 2010 - Otan Hamilonoume To Fos
- 2012 - Aphrodisiac
- 2012 - Hearts Collide
- 2012 - Taxidi Sti Vroxi
- 2013 - Teliosame

### Singoli Ospite
- 2011 - Never (Housetwins feat. Elle)
- 2012 - Pumpin/Apoklistika/Party Starter (Lucky Man Project feat. Eleftheria Eleftheriou)
- 2012 - Mystiko Mou (Goin' Through feat. Eleftheria Eleftheriou)
- 2013 - Raindrops (Deepcentral feat. Eleftheria)
- 2013 - Pes Pos Me Thes (TNS feat. Eleftheria)